# Haliclona virgata
Haliclona virgata är en svampdjursart som först beskrevs av James Scott Bowerbank 1875.  Haliclona virgata ingår i släktet Haliclona och familjen Chalinidae. Inga underarter finns listade i Catalogue of Life.